# Academia (escola inglesa)
Uma academia no contexto das escolas inglesas refere-se a uma instituição educacional privada que oferece ensino básico, secundário, e especial geralmente para alunos entre a 11 e 18 anos. 
Essas academias são financiadas pelo Governo, mas operam de forma independente, permitindo-lhes maior autonomia em relação ao currículo, gestão e métodos de ensino. O objetivo geral destas Academias é proporcionar uma educação de alta qualidade, frequentemente com ênfase em disciplinas académicas tradicionais, e preparar os alunos para exames nacionais. Inicialmente foram criadas com o objetivo de substituir as escolas com baixo desempenho, eram vistas como o "remédio" para o problema das escolas "fracassadas", com a política motivada pelo desejo de melhorar a qualidade da educação para crianças em áreas urbanas pobres (West & Bailey, Citation 2013 ).

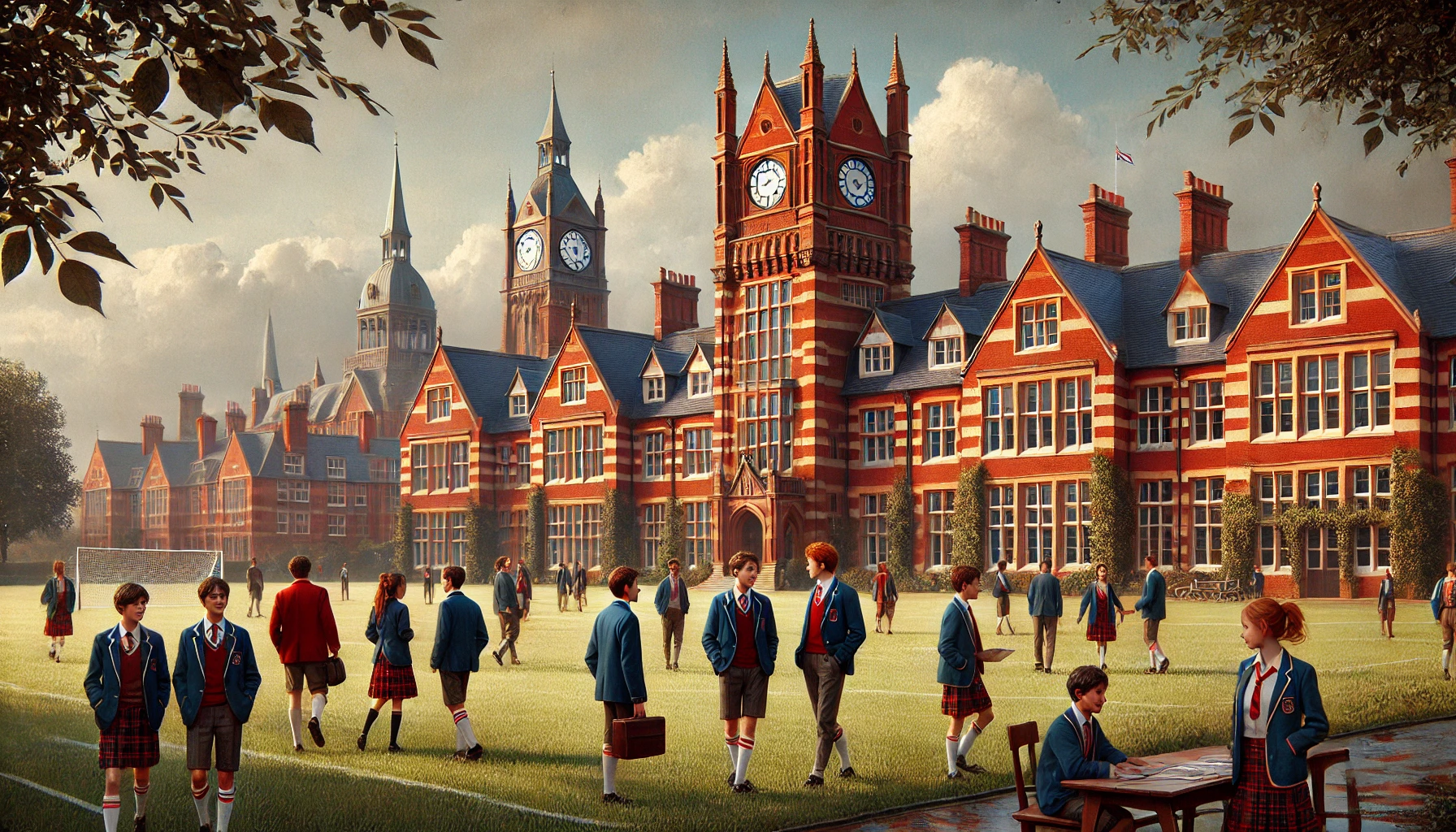
Representação ilustrativa de uma academia inglesa

As academias, nesse ponto, substituíram principalmente escolas que o Ofsted, a agência nacional de inspeção, considerou "fracassadas"; eram conhecidas como "academias patrocinadas", pois eram administradas por um patrocinador aprovado pelo governo, que era responsabilizado por elevar os padrões.

É importante notar que, embora o termo "academia" possa ser utilizado em outros contextos educacionais, no sistema educacional britânico, refere-se especificamente a esses ensinos independentes financiados publicamente. 